# Mnioes jucundus
Mnioes jucundus là một loài tò vò trong họ Ichneumonidae.